# Ngargomulyo (Lasem)
Ngargomulyo is een bestuurslaag in het regentschap Rembang van de provincie Midden-Java, Indonesië. Ngargomulyo telt 319 inwoners (volkstelling 2010).